# 克莱夫·卡斯勒
克萊夫·埃里克·卡斯勒（英語：Clive Eric Cussler，1931年7月15日—2020年2月24日）是一名美國冒險小說作家。
卡斯勒出版了超過70本作品，他以德克·皮特為主角的驚悚小說已經在紐約時報小說暢銷書名單20多次。他的其中兩部作品曾被改編成電影，其中一部改編電影《撒哈拉》是荷里活最失敗的電影之一，卡斯勒更被電影公司追討損失。
卡斯勒也是是一名深海探險，是國家水下與海洋組織的創始人和主席，該組織發現了60多個沉船地點和許多其他著名的水下殘骸。
2020年2月24日，卡斯勒於亞利桑那州斯科茨代爾病逝，享壽88歲。